# Berit Hallén
Berit Marion Hallén, född 7 januari 1935 i Alingsås, Västergötland, död 22 februari 2022 i Göteborg, var en svensk skådespelare.
Hallén tillhörde ensemblen på Stora Teatern i Göteborg mellan åren 1953 och 1988. Hon medverkade i ett stort antal operor, operetter och musikaler, bland andra Csardasfurstinnan, där Berit Hallen spelat alla tre kvinnliga roller så som Stasi, Sylva Varesco, samt Juliana, Tre valser, Tiggarstudenten, Animalen, Sweeney Todd, Candide och My Fair Lady. Hon har även gästspelat på Göteborgsoperan, bland annat i musikalen Spindelkvinnans kyss. Hon medverkade hos Hagge Geigert i Spanska flugan på Lisebergsteatern 1991 och spelade den goda häxan i Trollkarlen från Oz på Värmlandsoperan 1993. På Göteborgs Stadsteater har hon medverkat i Allt eller inget och i Carin Mannheimers succépjäs Sista dansen.
Hon medverkade i flera av Galenskaparnas och After Shaves filmer, bland andra Leif 1987 och Hajen som visste för mycket 1989. I TV har hon setts som "käringa i mjölkaffären" i Albert & Herberts julkalender 1982.
Tomas von Brömssen och Berit Hallén var Göteborgs Kal och Ada 1980.

## Filmografi
- 1982 – Albert & Herberts julkalender (TV-serie)
- 1987 – Leif
- 1989 – Hajen som visste för mycket
- 1990 – Macken
- 1995 – Svenska hjärtan (TV-serie)
- 2003 – En ö i havet (TV-serie)

## Teater

### Roller
| År   | Roll       | Produktion                                        | Regi                | Teater                |
| ---- | ---------- | ------------------------------------------------- | ------------------- | --------------------- |
| 1993 | Goda Häxan | Trollkarlen från Oz Harold Arlen och E.Y. Harburg | Peter-Paul Zwartjes | Wermland Opera        |
| 2008 |            | Sista dansen Carin Mannheimer                     | Carin Mannheimer    | Göteborgs stadsteater |